# US 오픈 시리즈
US 오픈 시리즈(US Open Series)는 미국 뉴욕에서 열리는 그랜드 슬램 대회인 US 오픈이 열리기 전 6주간에 걸쳐 10개의 ATP 투어 대회와 소니 에릭슨 WTA 투어 대회가 연속으로 열리는 테니스 시즌을 가리킨다. U.S. 또는 북미 하드 코트 시즌이라고 불리기도 한다.
US 오픈 시리즈는 미국 테니스 대회들의 미국내 TV 방송 중계 빈도를 높여 테니스 대회에 대한 관심도와 인기도를 제고하기 위한 목적에서 2004년 구성되었다. 캐나다 마스터즈와 신시내티 마스터즈와 같이 매우 유명한 ATP 마스터스 시리즈 대회를 제외하면, 2004년까지 북미지역에서 여름에 열리는 대부분의 대회들은 TV를 통해 중계되지 않고 있었다.
US 오픈 시리즈의 구성 이후 8개의 비(非)마스터스급 대회들은 현재 총 50시간 가량씩 TV를 통해 중계된다. 결승전이 열리는 마지막 주말 이틀간에는 매일 약 두 시간씩 중계되며, 주로 ESPN에서 ESPN2 채널을 통해 방영한다. NBC(인디애나폴리스 테니스 챔피언십), CBS, 그리고 테니스 채널(The Tennis Channel) 또한 시리즈의 일부를 중계한다. 캐나다 마스터스와 신시내티 마스터스는 대회 시작일부터 마지막 결승전까지 전체가 약 60시간에 걸쳐 중계된다.

## 과거 US 오픈 시리즈 대회 우승자

### 남자
|    | 로스 앤젤레스 Los Angeles | 인디애나폴리스 Indianapolis | 워싱턴 Washington | 몬트리얼/토론토 Montreal/Toronto | 신시내티 Cincinnati | 뉴 헤븐 New Haven |
| -- | ------------------------- | --------------------------- | ----------------- | -------------------------------- | ------------------- | ----------------- |
| 04 | 하스 (1/2)                | 로딕 (1/4)                  | 휴이트            | 페더러 (1/4)                     | 애거시 (1/2)        | 미개최            |
| 05 | 애거시 (2/2)              | 지네프리                    | 로딕 (2/4)        | 나달 (1/2)                       | 페더러 (2/4)        | 블레이크 (1/3)    |
| 06 | 하스 (2/2)                | 블레이크 (2/3)              | 끌레망            | 페더러 (3/4)                     | 로딕 (3/4)          | 다비덴코          |
| 07 | 스테파넥                  | 툴스노프                    | 로딕 (4/4)        | 조코비치                         | 페더러 (4/4)        | 블레이크 (3/3)    |
| 08 | 델 포트로 (1/2)           | 시몽                        | 델 포트로 (2/2)   | 나달 (2/2)                       | 머레이              | 칠리치            |
| 09 |                           |                             |                   |                                  |                     |                   |

### 여자
|    | 스탠포드 Stanford | 샌 디에고 San Diego | 로스 앤젤레스 Los Angeles | 몬트리얼/토론토 Montreal/Toronto | 뉴 헤븐 New Haven |
| -- | ----------------- | ------------------- | ------------------------- | -------------------------------- | ----------------- |
| 04 | 데이븐포트 (1/4)  | 데이븐포트 (2/4)    | 데이븐포트 (3/4)          | 모레스모                         | 보비나            |
| 05 | 클리스터스 (1/4)  | 피에르스            | 클리스터스 (2/4)          | 클리스터스 (3/4)                 | 데이븐포트 (4/4)  |
| 06 | 클리스터스 (4/4)  | 샤라포바 (1/2)      | 데멘티에바                | 이바노비치 (1/2)                 | 에넹 (1/2)        |
| 07 | 차크베타제        | 샤라포바 (2/2)      | 이바노비치 (2/2)          | 에넹 (2/2)                       | 쿠스넷소바        |
| 08 | 워즈니악          | 미개최              | 사피나 (1/2)              | 사피나 (2/2)                     | 워즈니아키        |
| 09 |                   | 미개최              |                           |                                  |                   |

## 포인트 배정
| 성적   | ATP 마스터스 시리즈 /WTA 티어 I | ATP 인터내셔널 시리즈 /WTA 티어 II |
| ------ | ------------------------------- | ---------------------------------- |
| 우승   | 100                             | 70                                 |
| 준우승 | 70                              | 45                                 |
| 4강    | 45                              | 25                                 |
| 8강    | 25                              | 15                                 |
| 16강   | 15                              | N/A                                |